# 백자 상감모란문 병
백자 상감모란문 병(白磁 象嵌牡丹紋 甁)은 조선시대, 15세기에 만들어진, 모란 무늬가 상감된 백자 병이다. 1984년 12월 7일 보물 제807호로 지정되었다.

## 개요
나팔처럼 벌어진 입과 짧은 목, 몸체가 풍만한 조선 초기의 전형적인 병 양식이다.
문양은 흑상감으로 몸통의 양면에 단순화된 모란문을 큼직하게 그린 것과 다른 면에는 작은 모란문과 이 두 모란문을 연결하는 물결 모양의 당초문을 흑상감으로 나타내었다. 목 부분에는 2줄의 선을 위 아래로 두르고, 그 사이에 물결 모양의 당초문대를 간결하게 흑상감으로 나타내었다.
유색은 약간 푸르름이 감도는 백자유로 칠해졌으며, 전면에 미세한 유빙열이 나있다.
15세기 중반 광주 무갑리 등의 가마에서 양질의 백자 위에 단순하고 큼직한 모란문이 잘 조화되어 상감으로 새겨진 병이다. 조선 초기 상감백자를 대표하는 작품의 하나이다.